# Hitoshi Iwaaki
Hitoshi Iwaaki (Tóquio, 28 de julho de 1960) é um mangaká, cujas obras incluem a série de ficção-científica/horror Parasyte.
Em 1993, ele recebeu o Kodansha Manga Award por Parasyte. Ele foi o finalista no Prêmio Cultura Osamu Tezuka 2005 por Historie. Em 2010, Historie venceu o prêmio de Melhor Mangá no Japan Media Arts Festival.

## Trabalhos
- Fuuko no Iru Mise (4 volumes, Morning; 1986-1988)
- Hone no Oto (1 volume, Morning; 1990)
- Parasyte (10 volumes, Afternoon; 1990-1995)
- Tanabata no Kuni (4 volumes, Big Comic Spirits; 1997-1999)
- Yuki no Touge, Tsurugi no Mai (Kodansha; 2001)
- Heureka (Hakusensha; 2002)
- Historie (Afternoon; 2004-presente)